# Celestún
Celestún község és település Mexikó Yucatán államának nyugati tengerpartján, lakossága 2010-ben meghaladta a 6800 főt. A községhez a községközponton, Celestúnon kívül még tíz település tartozik, ám ezek közül a legnagyobban is mindössze 4 fő lakik.

## Fekvése
Celestún a Yucatán-félsziget északnyugati részén, a Mexikói-öböl partján fekszik egy karsztos talajú síkságon. Az éves csapadékmennyiség 600–1000 mm (északról délre haladva nő), de a területen vízfolyások nincsenek. Nyugati részén, a parttal párhuzamosan egy hosszú, észak–déli irányú sekély tengeröböl húzódik, ez és a part között található a község központi települése, Celestún. A partvidéket mangroveerdők szegélyezik, beljebb nádasok és a petén nevű társulás a jellemzőek, még beljebb pedig vadon és foltokban rétek, legelők találhatók.

## Népesség
A település népessége a közelmúltban folyamatosan és gyorsan növekedett:
| Év   | Község lakossága |
| ---- | ---------------- |
| 1990 | 4506             |
| 1995 | 5228             |
| 2000 | 6065             |
| 2005 | 6269             |
| 2010 | 6831             |

## Története
A település őslakóiról nincsenek ismert adatok, de annyi bizonyos, hogy a spanyol hódítók megérkezése előtt az Ah-Canul nevű maja tartomány része volt a környéket tengeri termékekkel ellátó helyek egyikeként. A mai települést 1718-ban alapították, ekkor a Sisal nevű partidóhoz tartozott, de amikor az 1872-ben megszűnt, átkerült Maxcanú partidóba. Az önálló Celestún község 1918-ban jött létre.
Temploma 1887-ben épült, 1927-től pedig a beinduló sókitermelésnek köszönhetően a település a gazdasági fejlődés útjára lépett. Tíz évvel később azonban egy hatalmas vihar következtében a víz elöntötte az összes sólepárlót, így hatalmas károk keletkeztek, és csak két év múlva indult újra a termelés. Igaz, ezúttal még rövidebb ideig folytatódott: 1942-ben végleg megszűnt ez az iparág Celestúnban.

## Turizmus, látnivalók
A településen nincsenek jelentős turisztikai célpontok, egyetlen műemléke az 1887-ben épült templom. A tengerpart szépsége és változatos élővilága azonban figyelemre méltó.

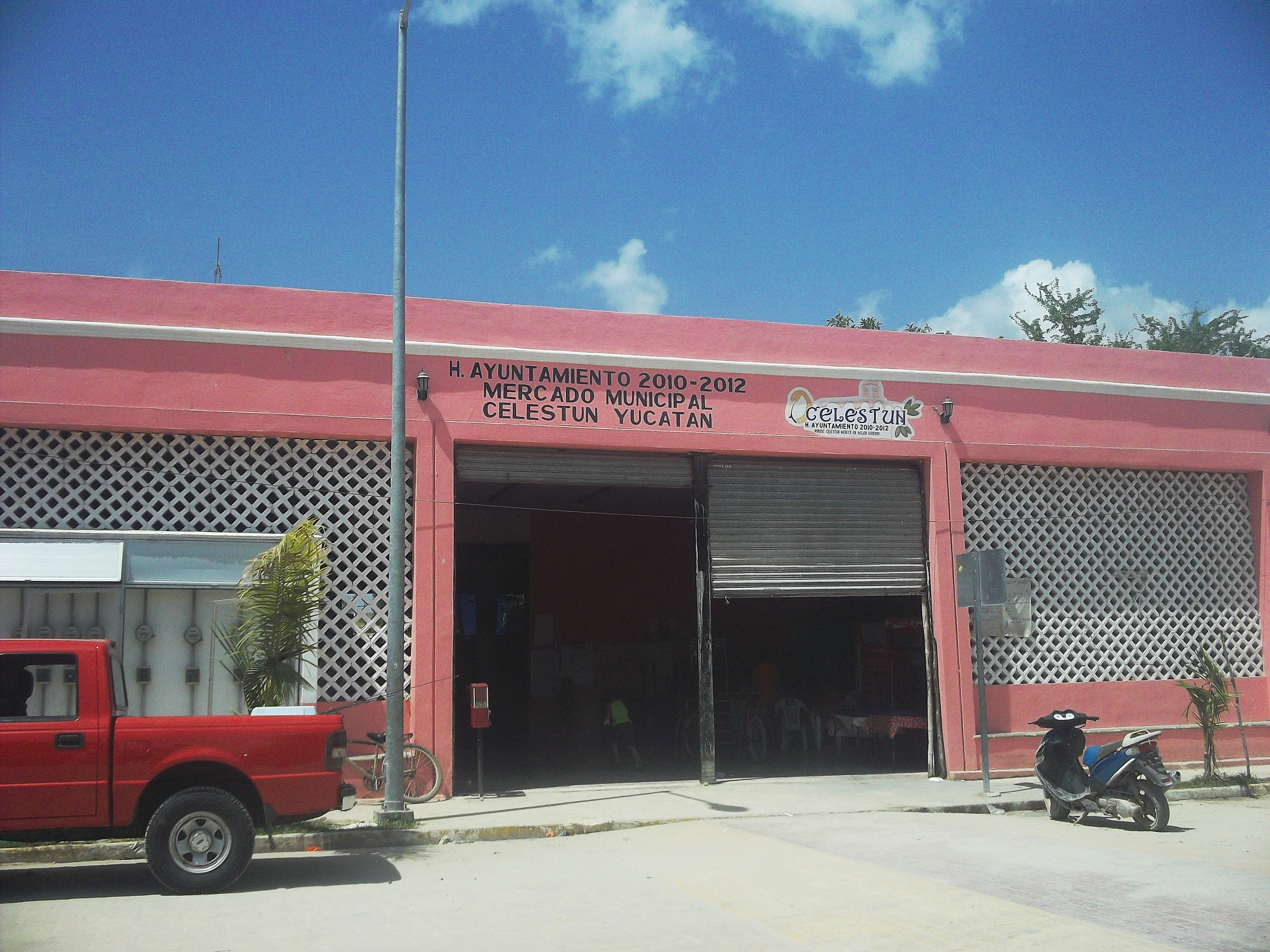
A piac
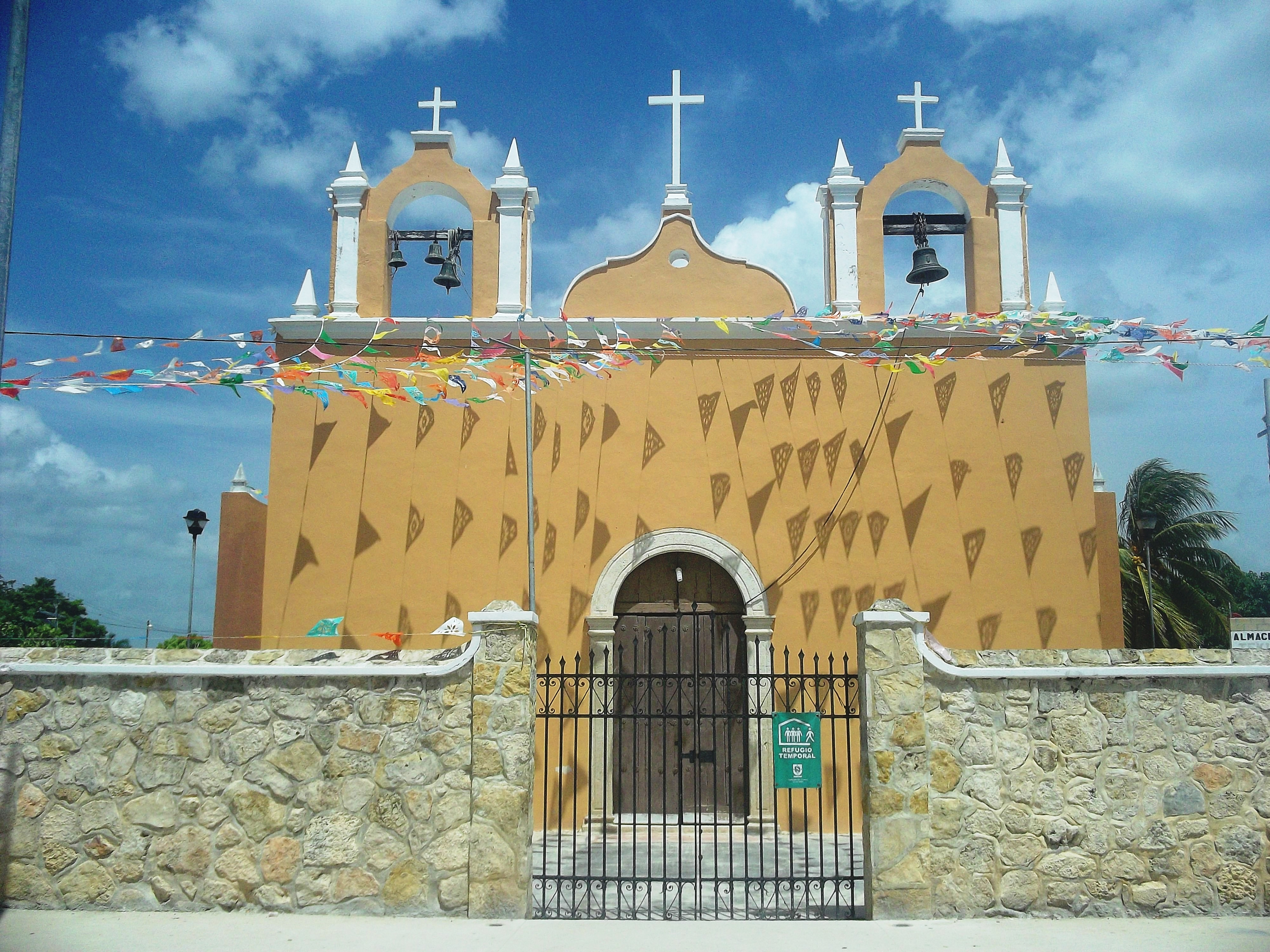
Celestún temploma
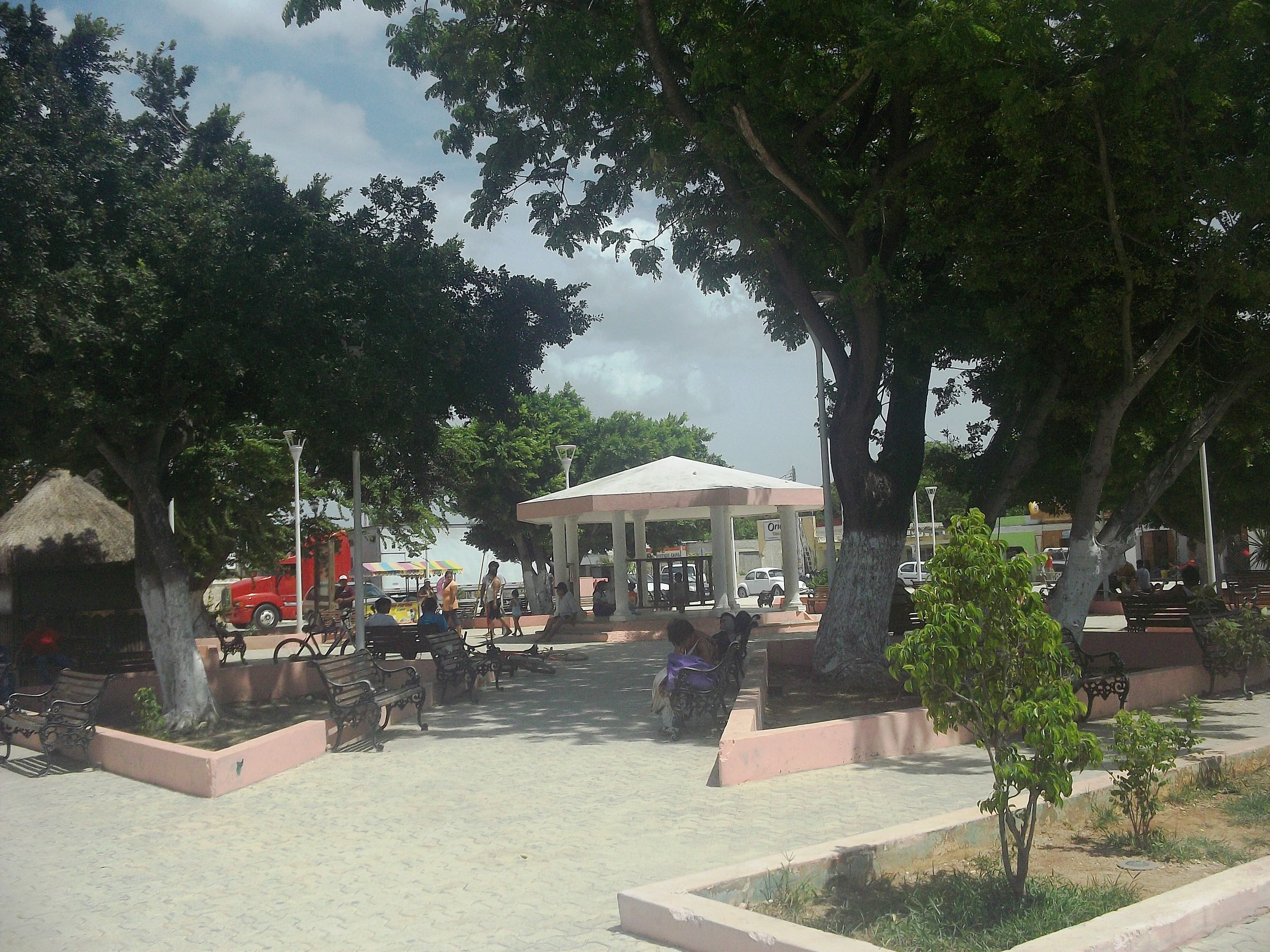
Központi park
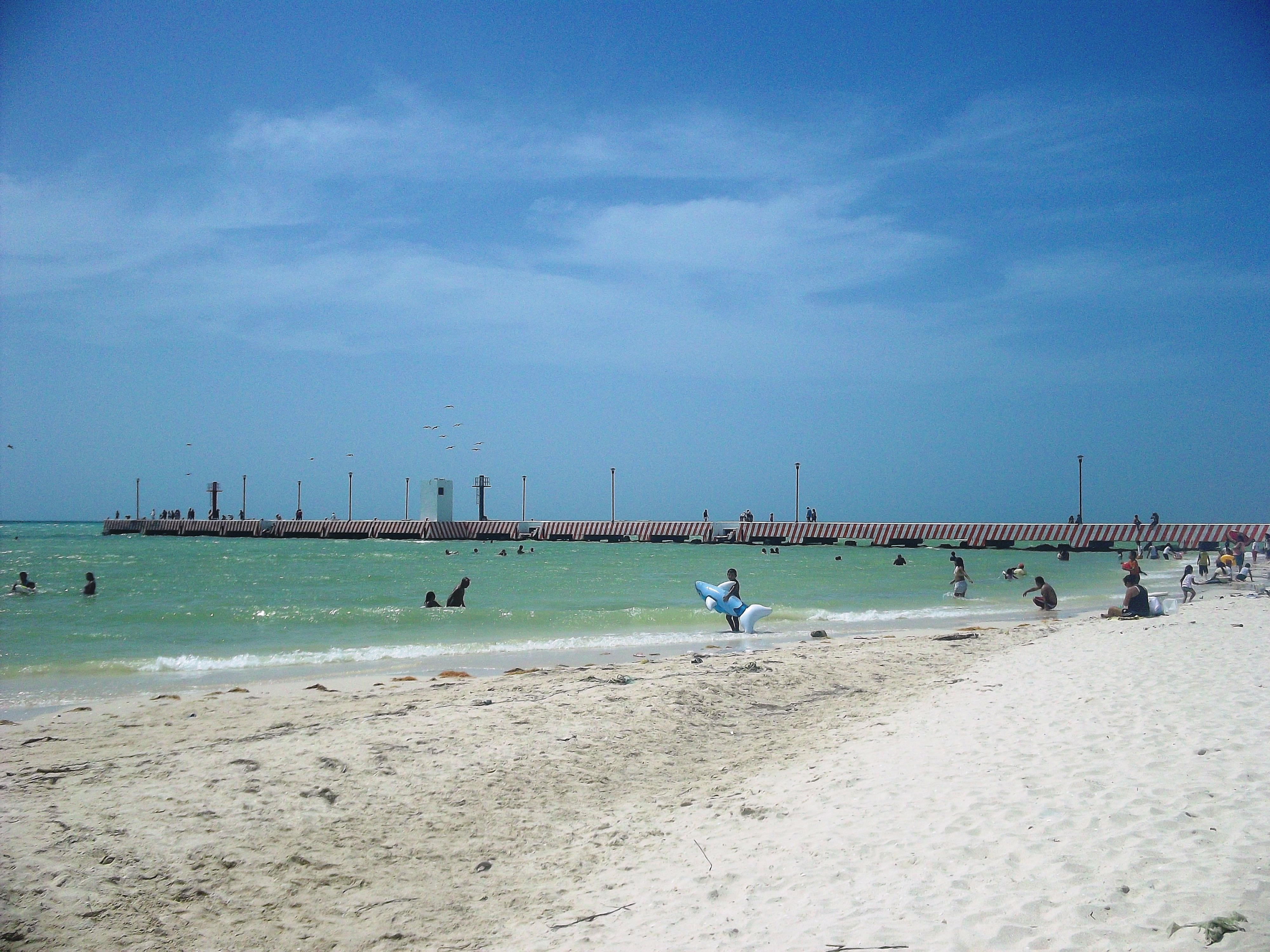
Móló
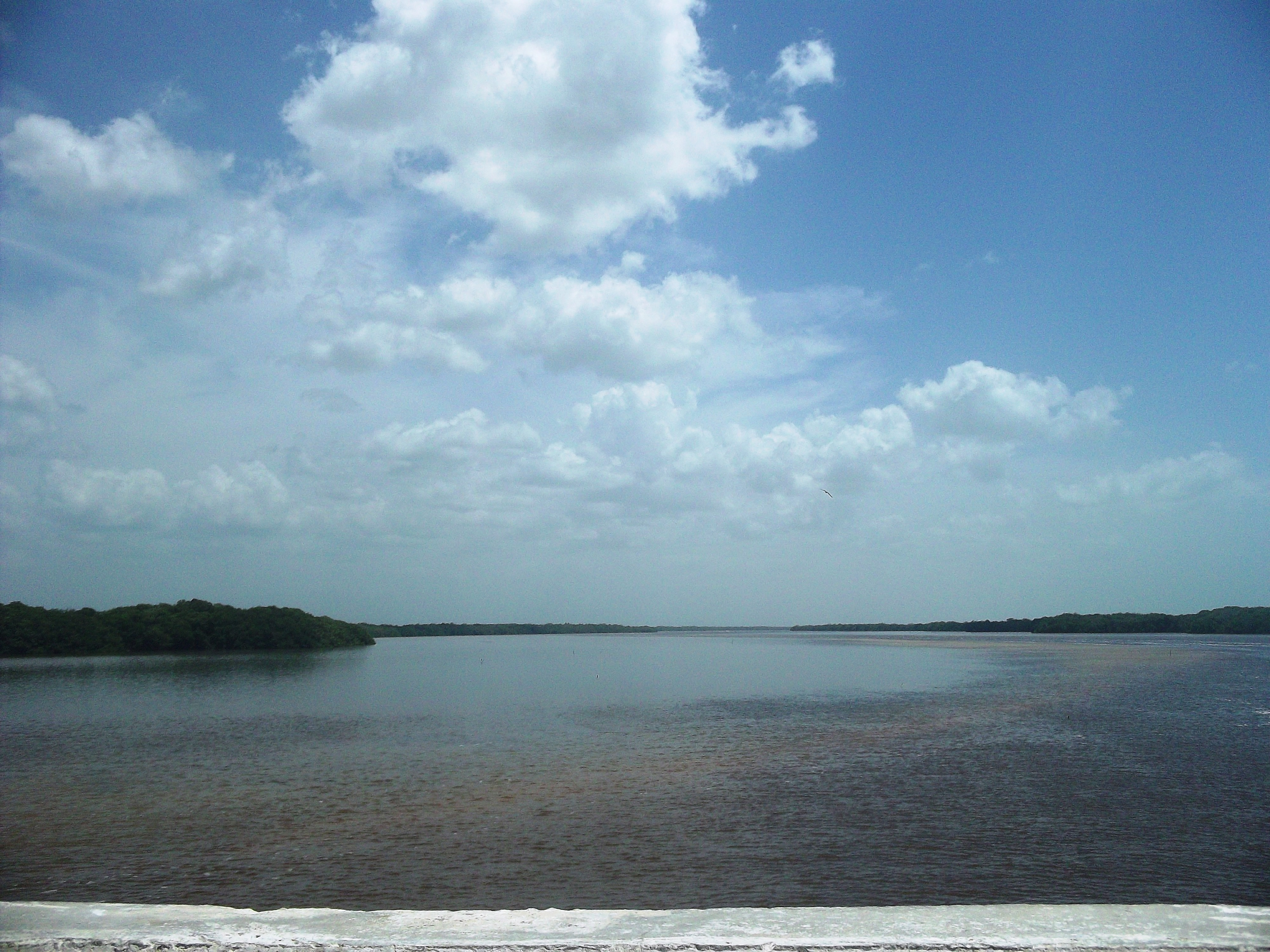
Tengerpart 1.
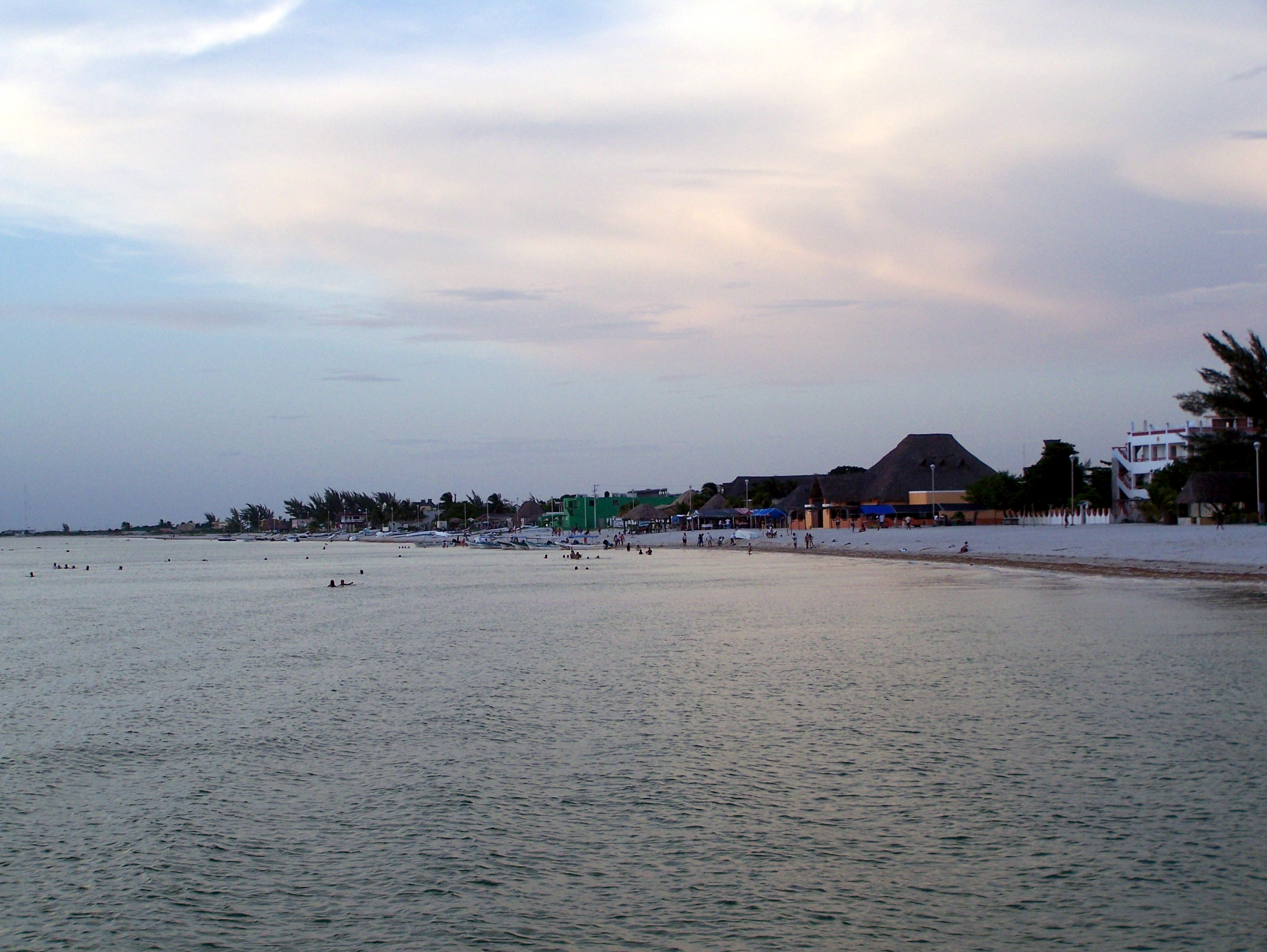
Tengerpart 2.
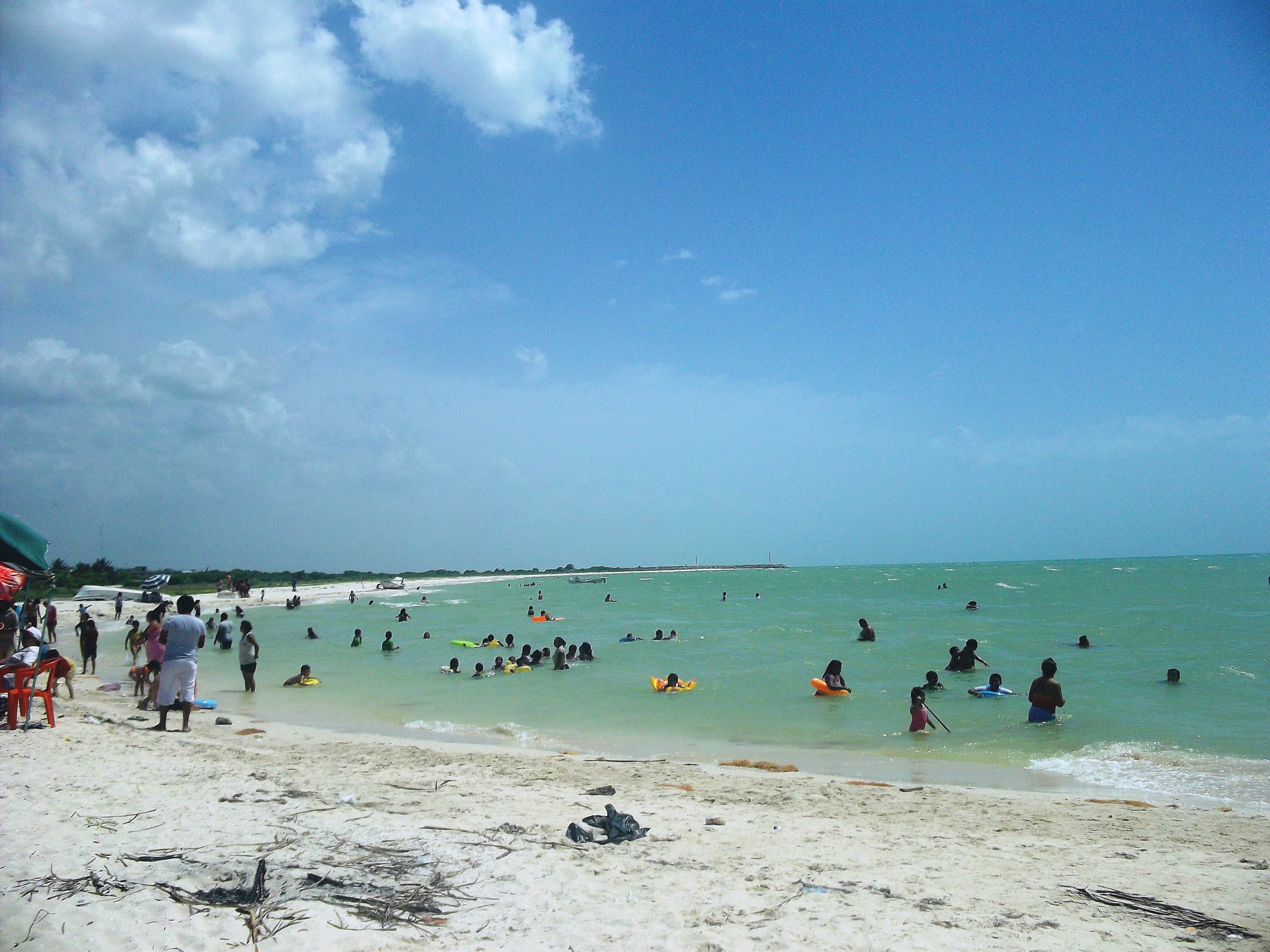
Tengerpart 3.
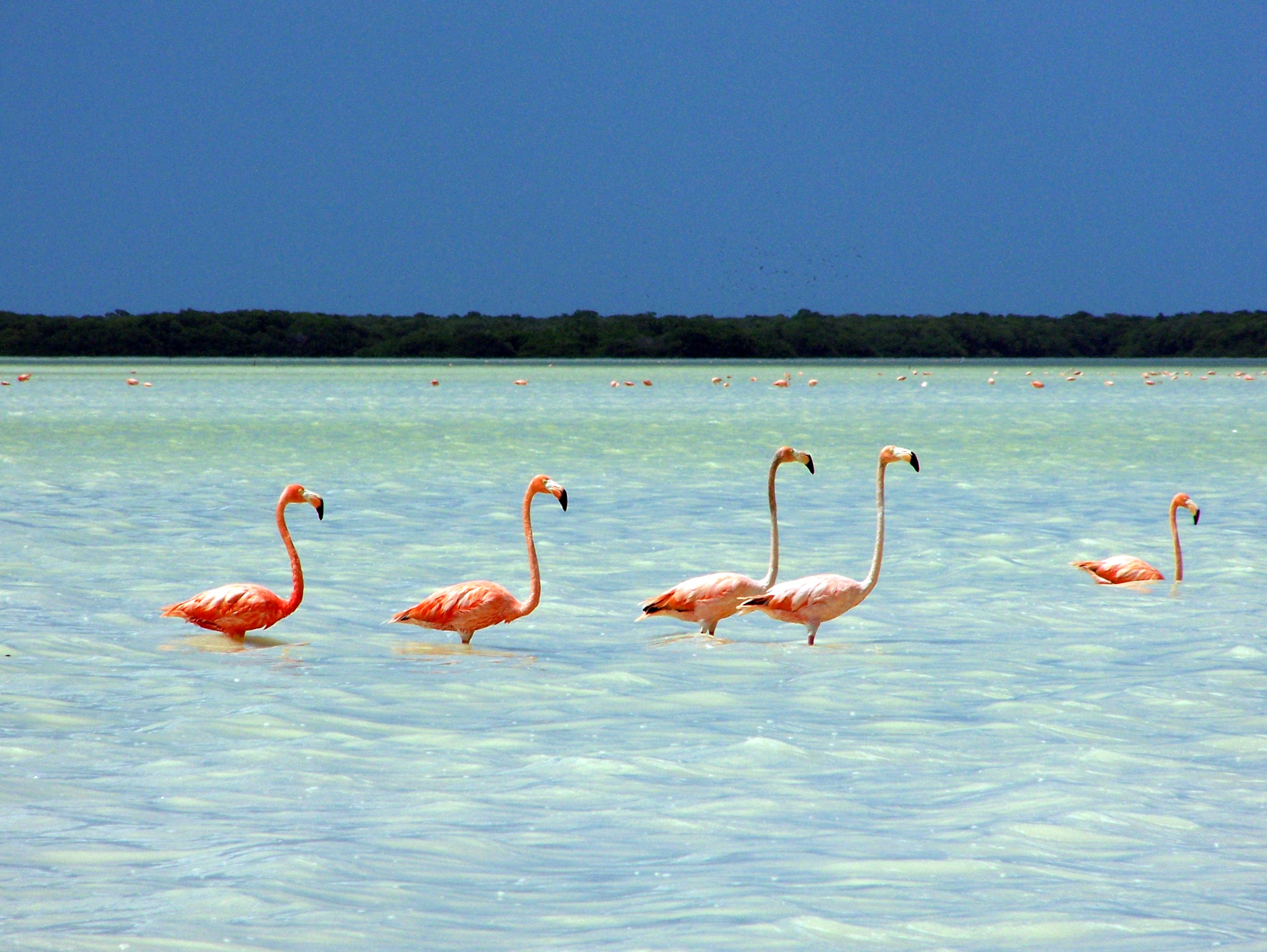
Flamingók a község tengerpartján